# Горелик Євген Іларіонович
Євген Іларіонович Горелик (нар. 27 листопада 1921 — пом. 2 січня 2006) — радянський військовий льотчик часів Другої світової війни, штурман ескадрильї 251-го гвардійського бомбардувального авіаційного полку 15-ї гвардійської бомбардувальної авіаційної дивізії (18-та повітряна армія), гвардії старший лейтенант. Герой Радянського Союзу (1945).

## Життєпис
Народився 27 листопада 1921 року в місті Одеса. Еврей. Здобув середню освіту.
У 1940 році призваний до лав РСЧА Іллічівським РВК м. Одеси й направлений на навчання до Харківського військового авіаційного училища штурманів. З початком німецько-радянської війни екстерном склав екзамени за другий курс і направлений в діючу армію. На фронтах війни — з серпня 1941 року. Воював на Ленінградському і Волховському фронтах як стрілець-бомбардир 1-ї ескадрильї 673-го авіаційного полку нічних бомбардувальників ВПС 53-ї армії.
У квітні 1942 року старший сержант Горелик Є. І. направлений до Астрахані, в запасний авіаційний полк, де пройшов перепідготовку на американський бомбардувальник В-25.
З 8 серпня 1942 року гвардії молодший лейтенант Є. І. Горелик — штурман корабля 14-го гвардійського авіаційного полку далекої дії 5-ї гвардійської авіаційної дивізії далекої дії 4-го гвардійського авіаційного корпусу далекої дії на Західному фронті. В складі екіпажу під командуванням гвардії старшого лейтенанта Константинова здійснював нічні бойові вильоти на бомбардування залізничних вузлів і аеродромів супротивника: Вітебськ, Київ, Орел, Брянськ, Смоленськ, Орша, Дніпропетровськ, Запоріжжя, а також польоти в глибокий тил ворога на бомбардування його промислових центрів: Інстенбург, Кенігсберг, Берестя, Варшава. 19 квітня 1944 року, повертаючись після бомбардування порту Констанца (Румунія), зустрівся з ворожим бомбардувальником Хе-111. В повітряному бою, що зав'язався, штурман Горелик вогнем своїх кулеметів збив ворожий літак. Особливо відзначився під час виконання спеціального завдання в інтересах Югославської народно-визвольної армії влітку 1944 року. В надзвичайно складних погодних умовах (грозовий дощ) штурман Горелик, ризикуючи життям, єдиний з усіх екіпажів провів всій літак крізь грозу й успішно виконав поставлене завдання.
Після створення у вересні 1944 року 16-ї повітряної армії — штурман ескадрильї 251-го гвардійського бомбардувального авіаційного полку. Літав в екіпажі командира ескадрильї гвардії капітана Живодера. До січня 1945 року гвардії старший лейтенант Є. І. Горелик здійснив 303 бойових вильоти.
По закінченні війни продовжив військову службу в ВПС СРСР. У 1955 році полковник Є. І. Горилик вийшов у запас. Мешкав в Одесі, до виходу на пенсію в 1983 році працював на господарських і адміністративних посадах.
Помер 2 січня 2006 року. Похований на 2-му Християнському цвинтарі Одеси.

## Нагороди
Указом Президії Верховної Ради СРСР від 29 червня 1945 року за зразкове виконання бойових завдань командування на фронті боротьби з німецькими загарбниками та виявлені при цьому відвагу і героїзм, гвардії старшому лейтенантові Горелику Євгену Іларіоновичу присвоєне звання Героя Радянського Союзу з врученням ордена Леніна і медалі «Золота Зірка» (№ 7709).
Нагороджений українським орденом Богдана Хмельницького 3-го ступеня (14.10.1999), радянськими двома орденами Червоного Прапора (28.04.1943, 19.11.1943), орденами Вітчизняної війни 1-го ступеня (11.03.1985), Червоної Зірки (23.05.1942), медалями і югославським орденом «Партизанська Зірка» 1-го ступеня.